# Jagdtiger
A Panzerjäger Tiger Ausf. B Jagdtiger (Sd. Kfz. 186) német vadászpáncélos a második világháborúban. Az 1944-es év végétől a háború végéig szolgált a nyugati és a keleti fronton is. A Jagdtiger („vadásztigris”) a legnehezebb páncélozott harci jármű volt, amit a második világháború során bevetettek. Nagyon jól védett volt, és a fegyverzete kitűnő, de a gyakorlatban mechanikai problémák léptek fel, és a német egységeknél fellépő üzemanyaghiány a háború végén korlátozott használatot eredményezett.

## Fejlesztés
A StuG III sikerével páncélvadász feladatkörben, a Harmadik Birodalom hadseregvezetése úgy határozott, hogy a meglévő páncélozott harci járművek alvázait használja a vadászpáncélosok alapjának, melyek nehezebb lövegeket és vastagabb páncélt kapnak az alaptípusnál. A német páncélvadászoknak és vadászpáncélosoknak nem volt tornyuk és ebből származóan képesek voltak nagyobb kaliberű lövegeket befogadni. A torony hiánya csökkentette a gyártási időt és az árat, kevesebb komplex összetevő volt szükséges a gyártáshoz.
1942 elején a Heereswaffenamt bejelentette igényét egy új nehéz önjáró lövegre, mely a gyalogság támogatására és páncélelhárításra egyaránt alkalmas. 1942. május 8-án Adolf Hitler parancsára a 12,8 cm-es löveghez terveztek vadászpáncélos feladatkört, míg a gyalogsági támogatás igényét inkább más rohamlövegekkel elégítették ki. A lőgyakorlatokon a 12,8 cm-es löveg magas találati arányt ért el, hasonlót, mint a már bevált, kisebb kaliberű 8,8 cm-es és 10,5 cm-es lövegek.
1943 elején döntést hoztak arról, hogy egy 12,8 cm-es páncéltörő löveget helyeznek egy Párduc vagy Tigris alvázára, ami egy nehéz önjáró löveget eredményezett. Egy famakettet készítettek a tervezet alapján, ám a Párduc alváza alkalmatlan volt a löveg hordozására. 1943. október 20-án egy másik famakett készült a Jagdtigerről, amely egy Panzer VI B alvázon volt, ezt be is mutatták Hitlernek Kelet-Poroszországban. A jármű a Királytigris módosított alvázát kapta, és végül ezt a változatot választották. Főfegyverzete így a 12,8 cm-es L/55 űrméret-hosszúságú PaK 44 típusú páncéltörő löveg lett. A PaK 44-es volt a második világháború legnehezebb páncéltörő lövege: tömege meghaladta a 10 tonnát. Emiatt hagyományos módokon gyakorlatilag bevethetetlen volt, szükségszerűnek volt az „önjárósítás”. Vontatott lövegként is megpróbálták alkalmazni, de a gyártás lassúsága miatt összesen csak 150 példány készült belőle, amely mennyiségből 81-et a Jagdtigerekbe építettek be. A Jagdtiger gyártási ideje alatt előfordult, hogy nem volt rendelkezésre álló 12,8-as löveg, és 8,8 cm-es űrmérettel szereltek fel néhány példányt.
A PaK 44-es löveg páncéltörő képessége kiemelkedő volt: 100 méterről 189; 500 méterről 166; 1000 méterről pedig 143 milliméternyi páncélzatot tudott átütni harmincfokos becsapódási szög esetén. Nem létezett akkoriban olyan harckocsi, amelyet ne lett volna képes biztonságos távolságból kilőni. A löveget egy rendkívül erősen páncélozott, dobozszerű felépítményben helyezték el, melyet a Királytigris 400 milliméterrel meghosszabbított alvázára építettek. A Jagdtigert kétféle felfüggesztéssel és futómű-rendszerrel gyártották: míg a vadászpáncélosok egy része a Királytigriseken alkalmazott Henschel-féle átlapolt, 800 mm átmérőjű görgőkön gurult, addig másik része a Ferdinand Porsche cége által tervezett 700 mm átmérőjű görgőkön közlekedett. A Henschel-féle futómű mellett szólt viszonylag kis tömege (egy görgő „csupán” 200 kg), ugyanakkor komoly hátrányt jelentett a nehéz karbantarthatóság: egy belső görgő cseréje vagy tisztítása esetén legalább 3 másikat kellett eltávolítani ahhoz, hogy hozzáférjenek a problémás darabhoz. A Porsche-féle görgőrendszert viszonylag könnyű volt karbantartani, mivel a görgők nem takarták egymást, viszont egyetlen görgő tömege majdnem fél tonnát nyomott. Porsche Jagdtigere 1,2 tonnával volt könnyebb a Henschel cég által tervezett vadászpáncélosnál, ugyanakkor a Henschel vadásztigrisének gyártása olcsóbb volt és 450 munkaórával kevesebbet igényelt. Mivel a Birodalom végnapjait élte, igen fontos volt, hogy minél rövidebb idő alatt minél több harcjármű minél olcsóbban készüljön, ezért az erőforrásokat a Henschel-változat gyártására koncentrálták.
A teljes legyártott mennyiség nagy részét a Henschel-változat alkotta: 88 Jagdtigerből 77 gurult átlapolt futógörgőkön. A Jagdtiger erőforrása a Maybach cég HL 230 P30 típusú 12 hengeres benzinmotorja volt. A motor 600 lóerős teljesítménye igencsak gyengének bizonyult a monstrum 70 tonnás tömegéhez képest: a jármű maximális sebessége műúton 34,6 km/h volt, de ezt a tempót is viszonylag rövid ideig tudta tartani. Átlagos sebessége 20 km/h körül mozgott műúton, míg terepen ez az érték csupán 10 km/h volt. A nagy tömeg és az alacsony motorteljesítmény mellé irdatlan üzemanyag-fogyasztás párosult (8-12 liter/kilométer), ami a jármű hatótávolságát terepen 70, műúton 100 kilométerre korlátozta. Figyelembe véve a páncélos csapnivaló mozgékonyságát, a háború végi általános üzemanyaghiányt, a Jagdtiger komolyabb hadműveletekben nem vehetett részt. „Guruló bunkerként” azonban hatékony eszköznek bizonyult védelmi harcok során.
A jármű személyzete hat főből állt: vezető, parancsnok, rádiós, irányzó és két töltő. Utóbbiból azért volt szükség kettőre, mivel a hatalmas PaK 44-es löveg osztott lőszert tüzelt, és így kívánták növelni a tűzsebességet, ami ilymódon 4-5 lövést jelentett percenként. A jármű fegyverzetéhez hozzátartozott még egy beépített géppuska, amit egy gömbcsuklós szerkezetbe fogva a homlokpáncélzatba építettek. Szintén a jármű fegyverzetéhez tartozott a Nahverteidigungswaffe („közelkörzeti védelmi fegyver”). Ez valójában egy 360 fokban körbeforgatható, 50 fokban (fixen) döntött 92 milliméteres gránátvető volt, amelyet a torony tetőpáncélzatába építettek. Alapvető lőszere – amely az űrméretét is meghatározta – a Schnellnebelkerze 39 jelzésű ködgránát volt. Emellett egyszerű lőrésként használva a Wehrmachtnál rendszeresített rakétapisztolyt és annak lövedékeit is bevethették szükség esetén. Ilyen volt például a 2,6 cm Sprenggranatpatrone mit Zeitzünder Lp, amely egy 26 milliméteres, időzített gyújtóval ellátott repeszgránát volt. A 8-10 méteres hatótávolságú lövedéket a gyújtó egymásodperces késleltetés után indította be, így a gránát a földtől mintegy fél-két méteres magasságban robbant. Méretéből adódóan hatása jelentősen elmaradt egy hagyományos kézigránátétól. A repeszgránát mellett még világítórakétát és színes füstjelző lövedéket is ki lehetett lőni.
A Jagdtigerek sorozatgyártása 1944 júliusában kezdődött az ausztriai Nibelungenwerke gyáraiban. Mint ahogy az lenni szokott, a gyártás folyamán számos módosítást, fejlesztést hajtottak végre a járműveken a frontról érkezett visszajelzéseket figyelembe véve. A hatodik (Fgst.305006 alvázszámú) járműtől kezdve lövegtámaszokat szereltek a jármű elejére, hogy tehermentesítsék a lövegfelfüggesztést a hosszabb utazások során. Szintén ezen a járművön alkalmazták először az új lánctalpakat. Az Fgst.305011 alvázszámú Jagdtiger kapott utoljára zimmerit borítást, mivel annak elhelyezése néhány nappal késleltette volna a frontra szállítást. 1944 novemberétől kezdve nem szerelték fel a húsztonnás emelőt a járművek farára és a jármű oldalán található négy pót-lánctalptartót hatra cserélték. 1945 februárjában kezdték a járművekre felszerelni a kéttonnás daru alkalmazását lehetővé tevő csatlakozókat. Ez a szerkezet a motor és a sebességváltómű cseréjét tette könnyebbé, ami a típus adottságaiból eredően elég gyakori művelet volt. Néhány nehéz páncélvadászt (Fgst.305020; Fgst.305058; Fgst.305083 alvázszámúakat bizonyosan, de valószínűleg többet is) elláttak egy légvédelmi géppuska-állvánnyal, melyet a hátsó motorháztetőre erősítettek. Gyakorlati alkalmazhatósága igencsak kétséges, hiszen aligha vállalkozott volna rá bárki is, hogy bármiféle fedezék nélkül fel vegye a harcot a Typhoonok és Thunderboltok gépágyú- és rakétatüzével.
Négy járművet 1945 áprilisában 8,8 cm-es PaK 43-as löveggel fegyvereztek fel, mivel hiány mutatkozott a nehezebb löveget felfüggesztő lövegbölcsőből.

## Harctéri alkalmazás
Az első egység, amelyet a Jagdtigerekkel fegyvereztek fel, a 653. nehéz páncélvadász-osztály (s.Pz.Jäg.Abt.653) volt. Az új páncélosokat az elveszett Elefantok pótlásaként kapták. A kiképzést követően 1944 szeptemberében kapták meg az új nehéz vadászpáncélosaikat. Ekkor az alakulat még rendelkezett néhány Elefanttal, melyek így az alakulat második századát alkották, míg az első századot teljes egészében átfegyverezték.
Októberben az egységet a lengyelországi 17. hadsereghez (17. Armee) vezényelték; ekkor kapott a harmadik század is néhány Jagdtigert. Az egység novemberben is csupán 12 vadásztigrissel rendelkezett; a hónap végéig ez további hattal bővült. Az új járműveket az ardenneki offenzívában is be kívánták vetni, ezért decemberben 16 Jagdtigert irányítottak a térségbe. Mindazonáltal semmi bizonyíték arra, hogy ezek a páncélosok részt vettek volna a hadműveletben. Ennek legvalószínűbb oka a logisztikai problémák (üzemanyaghiány), valamint a rossz időjárási körülmények, melyek nem kedveztek a jármű amúgy is gyenge mozgékonyságának. A 16 vadászpáncélos végül is Nordwind hadműveletben került bevetésre a 17. SS-Panzer-Grenadier-Division részeként. 1945 januárjában a s.Pz.Jäg.Abt. 653 második századát is Jagdtigerekkel fegyverezték fel. A Nordwind hadművelet kezdetekor a s.Pz.Jäg.Abt. 653 még mindig úton volt a térségbe. Megérkezésüket követően a páncélvadász-osztály a 17. SS-Panzer-Grenadier-Division egységeivel vállvetve a Maginot-vonal erődítéseit támadta. Az első Jagdtiger itt került veszteséglistára 1945. január 9-én, bazookatalálat következtében. A vadásztigrisek bevethetősége igencsak alacsony volt az állandó meghibásodások következtében.
Számos meghibásodás vagy üzemanyaghiány miatt hátrahagyott Jagdtiger került többé-kevésbé érintetlenül a szövetségesek kezére. Január közepén a harmadik század Jagdtigerjei még mindig a Maginot-vonalnál küzdöttek a XXXIX. Panzerkorps parancsnoksága alatt. Február elején a s.Pz.Jäg.Abt. 653 összesen 41 Jagdtigerrel rendelkezett, amelyből 19 volt javítás alatt és 22 volt bevethető állapotban. Február 18-án a haguenaui erdőségbe rendelték, ahol különös feladatot kapott: önjáró tüzérségként Vadásztigriseivel közvetett tűztámogatást kellett biztosítania mintegy 20 km-es távolságra. Február második felét a Vadásztigrisek szétszórtan, álcázott lövegállásokban töltötték, a szövetségesek támadását várva.
Március elején a s.Pz.Jäg.Abt. 653-at teljesen feltöltötték, és március 11-ére elérte harcértékének maximumát – készen állt a harcra. 1945. március 15-én a szövetségesek erőteljes légi- és tüzérségi előkészítés után támadást intéztek a német vonalak ellen. A támadás kivédésére a s.Pz.Jäg.Abt. 653-at ellentámadás végrehajtására vezényelték. A Jagdtigerek hatalmas pusztítást vittek végbe az ellenség soraiban, miközben ők maguk is súlyos veszteségeket szenvedtek. A csata végén 21 nehéz páncélvadászt kellett visszavontatni a saját vonalak mögé. A hónap végén bebizonyosodott, hogy a 12,8 cm PaK 44-es képes a szövetségesek páncélosait 4000 méternél is nagyobb távolságról megsemmisíteni. A Vadásztigriseknek egész Sherman-oszlopokat sikerült kilőni, amíg azok pánikszerűen kerestek menedéket. De miután P-47 Thunderbolt vadászbombázók tűntek fel az égen, a vadászpáncélosok kénytelenek voltak visszavonulni. A repülőgépek 5 vadászpáncélost kilőttek, ebből 4 teljesen megsemmisült. Az alakulatot (s.Pz.Jäg.Abt. 653) kivonták a frontvonalból a további veszteségek elkerülése végett. Az osztály harcolva vonult vissza, miközben további veszteségeket szenvedett. Neustadt an der Weinstraße közelében a három Jagdtiger veszteség nélkül kilőtt huszonöt M10 páncélvadászt és Sherman harckocsit.
Április 1-re már csak 24 Jagdtigere maradt az osztálynak. Kilenc nappal később már csak 17, április 26-án pedig már csak egyetlen bevethető vadászpáncélossal rendelkezett a s.Pz.Jäg.Abt. 653, illetve további 14 várt javításra. Májusban az osztály Ausztriába vonult vissza, hogy elérje a Nibelungenwerke gyárat. A visszavonulás során 10 Jagdtigert kénytelenek voltak felrobbantani, meghibásodások miatt. A gyár területére érkezve 8, a gyártósoron várakozó Vadásztigrist robbantottak fel, mivel azok nem rendelkeztek semmiféle optikai eszközzel – bevethetetlenek voltak. A s.Pz.Jäg.Abt. 653 megmaradt Jagdtigerei a gyár környékén tüzelőállást felvéve védelmezték „szülőházukat” a háború utolsó napjaiban. Az osztály május 7-én adja meg magát.
A másik Jagdtigerekkel harcoló alakulat a s.Pz.Jäg.Abt. 512 volt. Ez az osztály nem rendelkezett annyi vadászpáncélossal, mint a 653-as, és a róla szóló források is sokkal ködösebbek, de mindenképpen megérdemli, hogy szó essék róla. A s.Pz.Jäg.Abt. 512 története 1945 januárjában kezdődött, de az első páncélosok csak februárban érkeztek meg. Az első 5 Jagdtiger csak január 30-án került az egység állományába. Ezt követően folyamatosan érkeztek a vadászpáncélosok az alakulathoz, azonban a gyártás akadozása miatt (1945 januárjában 10, februárban 13, márciusban 3, áprilisban 7, májusban csupán 4 Jagdtiger készült) sosem tudták teljesen feltölteni. A hiányzó járműveket jobb híján StuG III Ausf. G és Pz.Kpfw. IV páncélosokkal pótolták.
Februárban az alakulathoz újabb 6 nehéz vadászpáncélos érkezett. Márciusban még mindig csak az első század volt bevethető állapotban, a második illetve a harmadik kiképzés alatt állt. A s.Pz.Jäg.Abt. 512 legénysége nagyrészt harckocsi nélkül maradt harckocsizókból állt – mint például Otto Carius –, akik igencsak kellemetlenül érezték magukat a torony nélküli, nehezen mozgó monstrumban ülve. A nehézségek és a háború nyilvánvalóan közelgő vége igen rossz hatással volt a Jagdtigerek személyzetére. 1945 márciusában 2 nehéz vadászpáncélost vesztettek azért, mert a személyzet pánikba esett és elmenekült. Március folyamán az egységnek számos lehetősége lett volna a harcra, azonban a gyenge morál és a páncélosok alacsony száma miatt nem erőltették az ütközeteket.
Az „üss és fuss” taktikát alkalmazva azért értek el sikereket is. A hónap során 2 Shermant kilőttek, miközben 4 Jagdtigert vesztettek műszaki okokból. Március végén az egység 4 StuG III Ausf. G-t és 4 Pz.Kpfw. IV-est kapott veszteségeinek pótlására. Ezt követően Model tábornok támogatására Unna térségébe vezényelték az egységet mind a 3 századával együtt. A harmadik század Paderborn térségében sikeresen feltartóztatta a szövetségeseket egy időre, azonban nem sokkal később felmorzsolódtak. A Jagdtigereken kívül mindkét s.Pz.Jäg.Abt. rendelkezett Bergepantherekkel, Sd.Kfz. 9-es vontatókkal, Flakpanzerekkel, lövegekkel, teherautókkal.

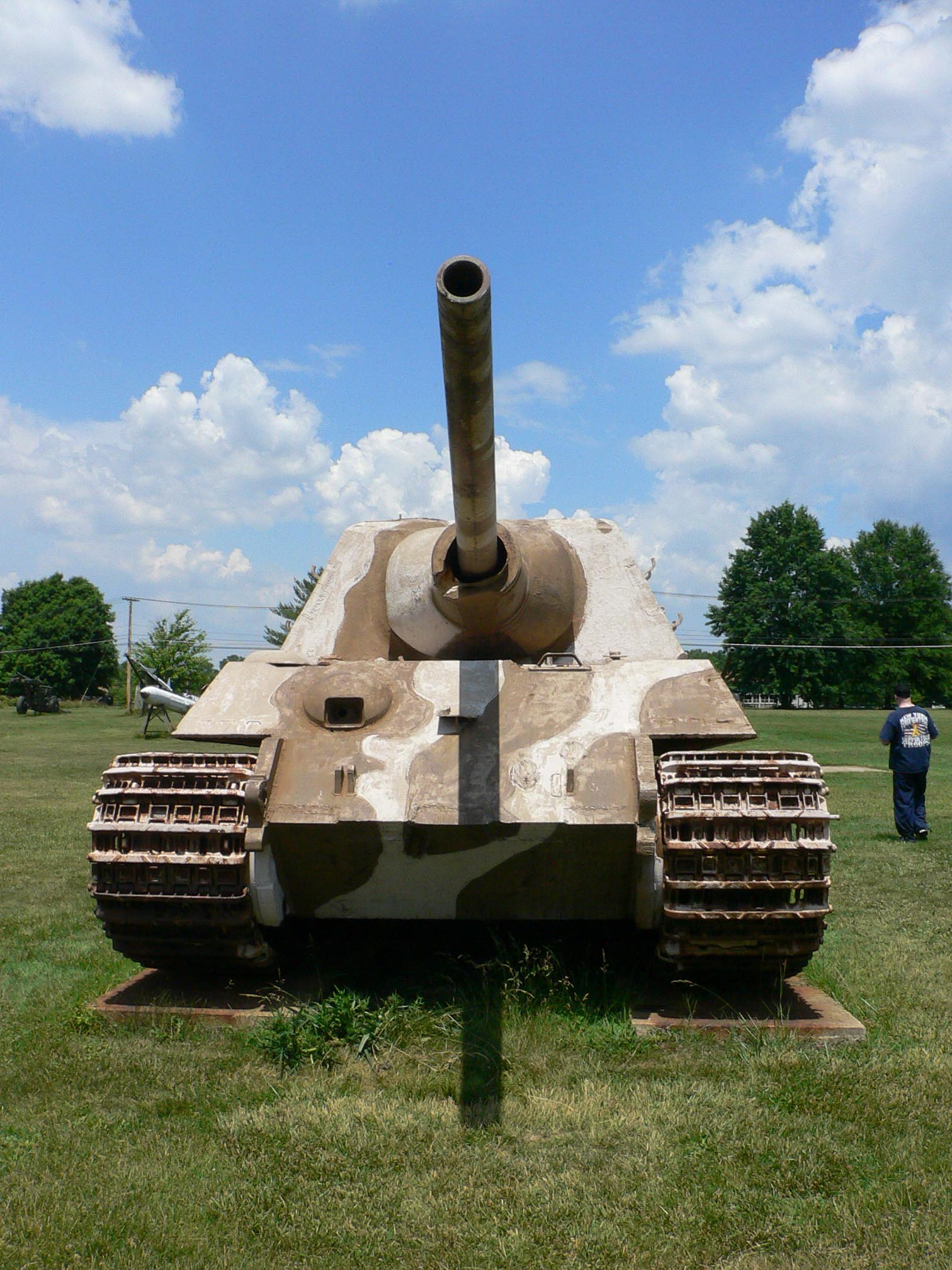
Jagdtiger kiállításon az Aberdeen Proving Ground-on

Április folyamán az egység heves harcokban vett részt. Április 9-én az első század négy Panzerjäger Tiger Ausf. B-je, négy StuG III Ausf. G-je és három Pz.Kpfw. IV-ese beásott, álcázott állásaikból rajtaütöttek egy szövetséges járműoszlopon. Sikeresen megsemmisítettek 11 harckocsit és mintegy 30 páncélozatlan járművet. Némelyik harckocsit 4000 méterről érte a halálos találat. A páncélvadász-osztály első százada mindössze egy Jagdtigert vesztett az akció során egy P-47-es vadászbombázónak köszönhetően. A század még 5 Sherman harckocsit lőtt ki, mielőtt Iserlohnban letette a fegyvert. A második század április 15-én, harc nélkül letette a fegyvert iserlohni Schiller téren.
A Jagdtiger kétségkívül egy hatásos védekező fegyver volt, amely elrettentette ellenfeleit. Mindezek ellenére ez erőforrások elfecsérlését jelentette, amiből sokkal nagyobb mennyiségű és hatékonyabb fegyverzetet lehetett volna előállítani (pl. Panzer VI B; Jagdpanther). A rendkívül alacsony legyártott mennyiség miatt gyakorlatilag semmilyen befolyással nem voltak a háború kimenetelére. A kiemelkedő tűzerő és páncélvédettség nyújtotta előnyöket nagymértékben rontotta a csapnivaló mozgékonyság és a megbízhatatlanság - a Jagdtigerek veszteségeinek jelentős részét a műszaki meghibásodások okozták.
A háborút mindössze 3 Jagdtiger élte túl, ezek az Egyesült Királyságban (Bovington), az Egyesült Államokban (Aberdeen) és Oroszországban (Kubinka) találhatók.